# Предраг Русевський
Предраг Русевський (нар. 27 серпня 1983) — колишній північномакедонський тенісист.
Найвищу одиночну позицію світового рейтингу — 242 місце досяг 11 лютого 2008, парну — 248 місце — 16 червня 2008 року.
Завершив кар'єру 2011 року.

## Кар'єра

### Титули в одиночному розряді (10)
| Легенда (одиночний розряд) |
| Тур ATP (0)                |
| Челленджери (0)            |
| Ф'ючерси (10)              |

| Ранг | Дата            | Турнір        | Покриття | Суперник у фіналі | Рахунок       |
| 1.   | 26 червня 2006  | Белград       | Ґрунт    | Ілія Кушев        | 6–4, 6–1      |
| 2.   | 14 серпня 2006  | Вінковці      | Ґрунт    | Душан Лойда       | 3–6, 7–6, 7–5 |
| 3.   | 12 березня 2007 | Аккра         | Ґрунт    | Габр'єл Морару    | 6–4, 6–4      |
| 4.   | 19 березня 2007 | Аккра         | Ґрунт    | Адріан Гавріле    | 6–4, 6–3      |
| 5.   | 14 травня 2007  | Сараєво       | Ґрунт    | Фотос Калліас     | 7–5, 6–0      |
| 6.   | 21 травня 2007  | Брчко         | Ґрунт    | Іван Додіг        | 7–5, 7–5      |
| 7.   | 28 травня 2007  | Прієдор       | Ґрунт    | Блаж Кавчич       | 6–3, 6–4      |
| 8.   | 4 червня 2007   | Скоп'є        | Ґрунт    | Івайло Трайков    | 6–3, 6–4      |
| 9.   | 11 червня 2007  | Скоп'є        | Ґрунт    | Івайло Трайков    | 6–3, 6–2      |
| 10.  | 31 березня 2008 | Roma-Frascati | Ґрунт    | Джуліо Ді Мео     | 6–3, 4–6, 6–1 |